# Karipska misterija
Karipska misterija (izdan 1964.) je roman "kraljice krimića" Agathe Christie koji prezentira Miss Marple.

## Radnja
Gospođica Marple se odmara na Karibima. Tu upoznaje goste i ljubazni bračni par koji su vlasnici hotela. Sve je naizgled savršeno - more, sunce, palme - pravi raj. Međutim, kada jedan gost hotela izjavi da je u tom šarolikom društvu prepoznao ubojicu, umire prije nego što je uspio razotkriti njegov identitet. Svi misle da je umro prirodnom smrću, osim gospođice Marple. Tada se raj pretvara u pakao, redaju se umorstva i svi su sumnjivi... 